# Filoxenia

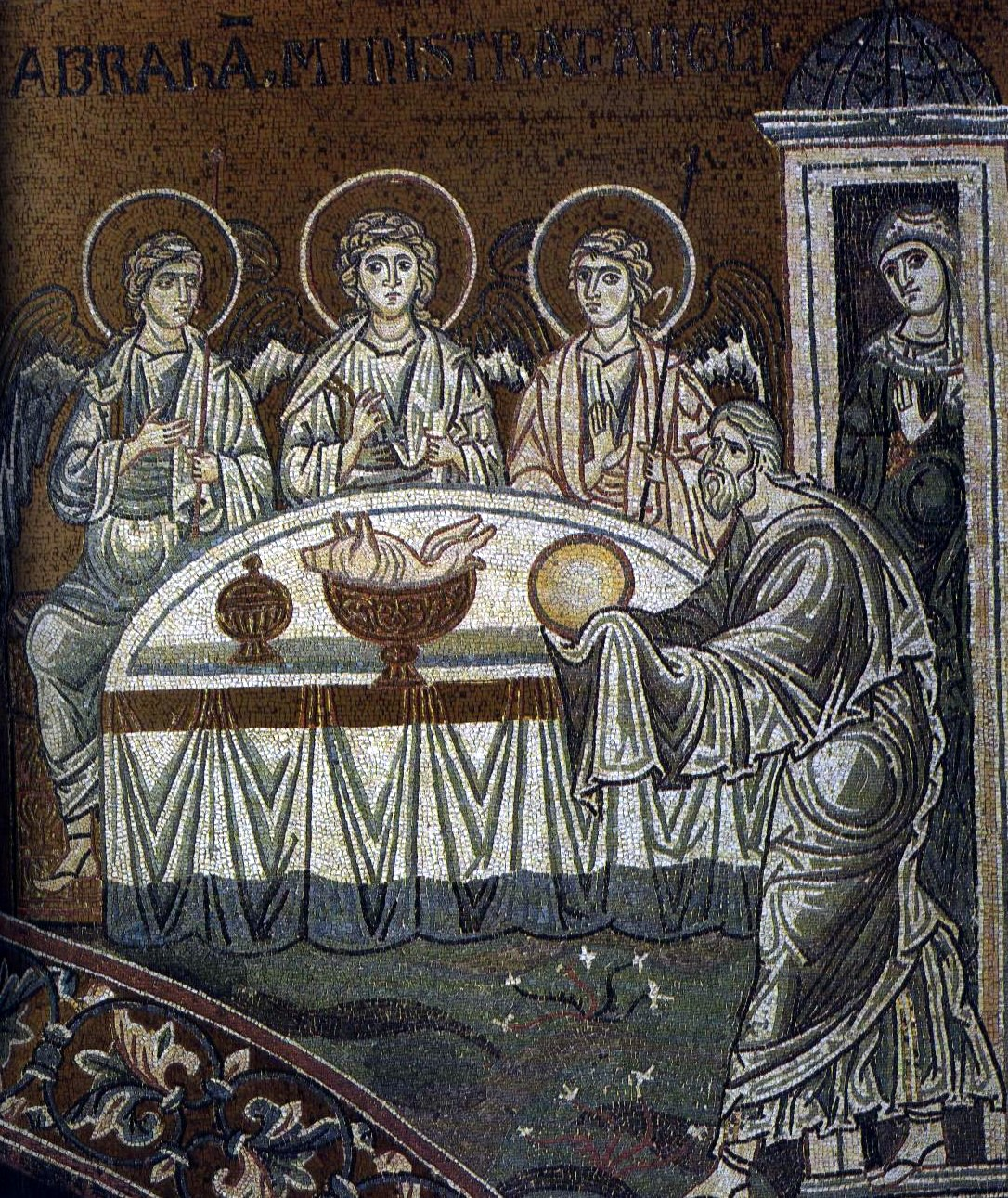
Mosaico bizantino representando la filoxenia, con Abraham, Sara y los tres ángeles (según el Génesis) en la catedral de Monreale.

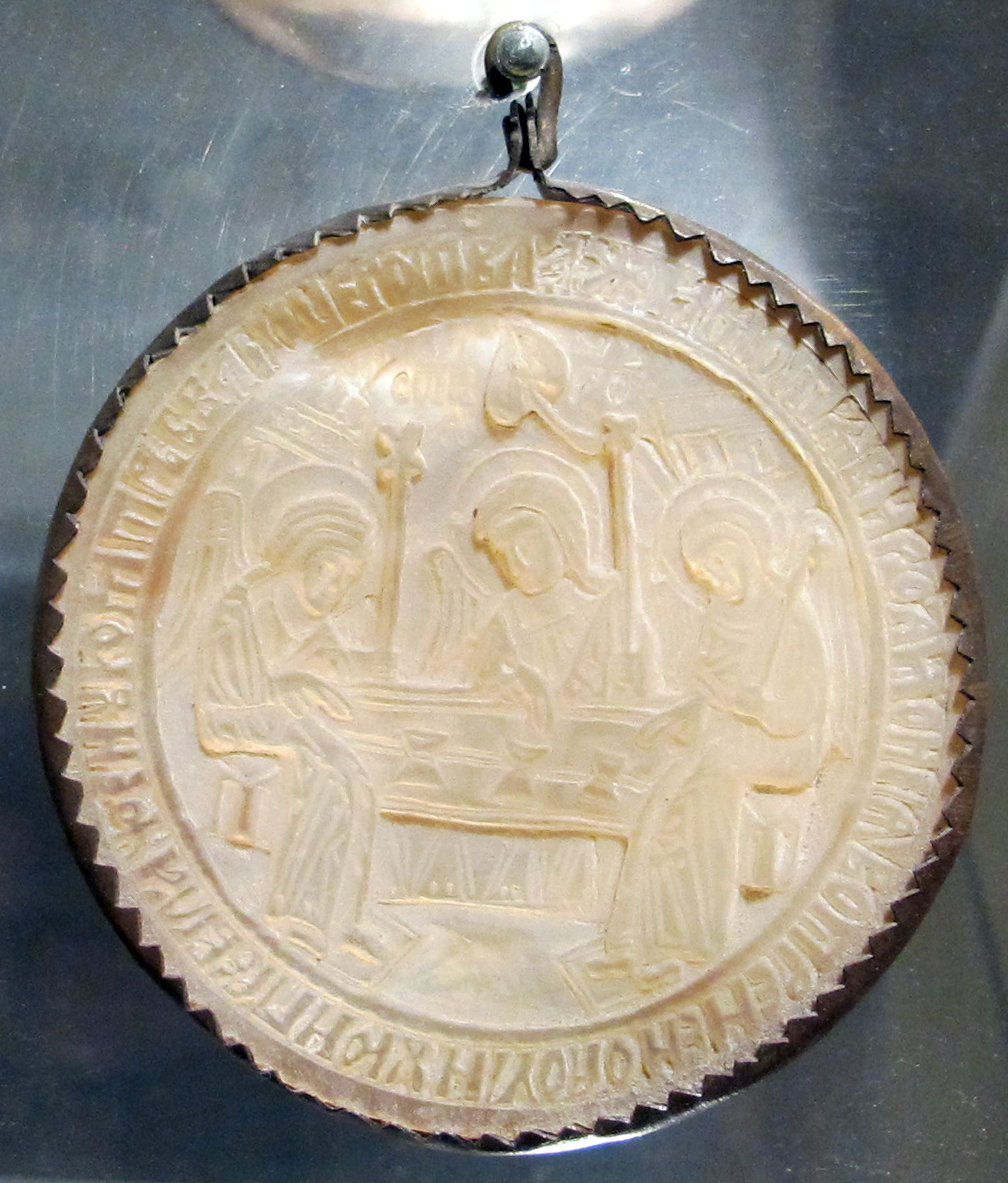
Joya de nácar representando la filoxenia..

La filoxenia (del latín tardío: philoxenia, y este del griego antiguo: ϕιλοξενία (philoksenía), «hospitalidad», que proviene de ϕιλόξενος (philóksenos), de ϕιλο-, «amigo», y ξένος (ksénos), «forastero, huésped») es la hospitalidad y la buena acogida hacia el extraño, el extranjero.
Su antónimo es xenofobia.

## Historia
En los tiempos primitivos, el extranjero, el que no perteneciera a la propia comunidad, era visto, en principio, como un posible enemigo, o al menos, un elemento molesto. Y, a su vez, el extranjero presentaba una actitud de recelo y temor. Muchas veces, la comunidad lo intentaba mantener lejos mediante prácticas mágicas. Con el tiempo, esta actitud comenzó a cambiar cuando se produjo, en el mundo occidental a partir de la mitología griega, que algunos de esos extranjeros que visitaban la comunidad eran deidades o enviados por ellas. Se habla entonces de teoxenia. Ante el temor reverencial a los dioses, se recibe a los extranjeros de forma amigable y se les considera invitados, bajo la protección religiosa. La teosenia expresaba la relación ritualizada entre los invitados y la amistad. Esta relación ritualizada fue codificada tan tempranamente como en las epopeyas homéricas, y especialmente en la Odisea.
En la sociedad griega, la capacidad de una persona para acatar las leyes de la hospitalidad determinaba la nobleza y la posición social. Los antiguos griegos, desde la época de Homero, creían que la diosa de la hospitalidad y el hogar era Hestia, una de las seis deidades olímpicas originales. La filoxenia era un derecho, y se esperaba que el anfitrión se asegurara de que se cumplieran las necesidades de sus invitados. Al contrario, se esperaba que el invitado cumpliera con un código de conducta establecido.
Del mismo modo, en muchas otras culturas antiguas, la filoxenia implicaba dar la bienvenida al extraño y ofrecerle comida, refugio y seguridad.

### Judaísmo

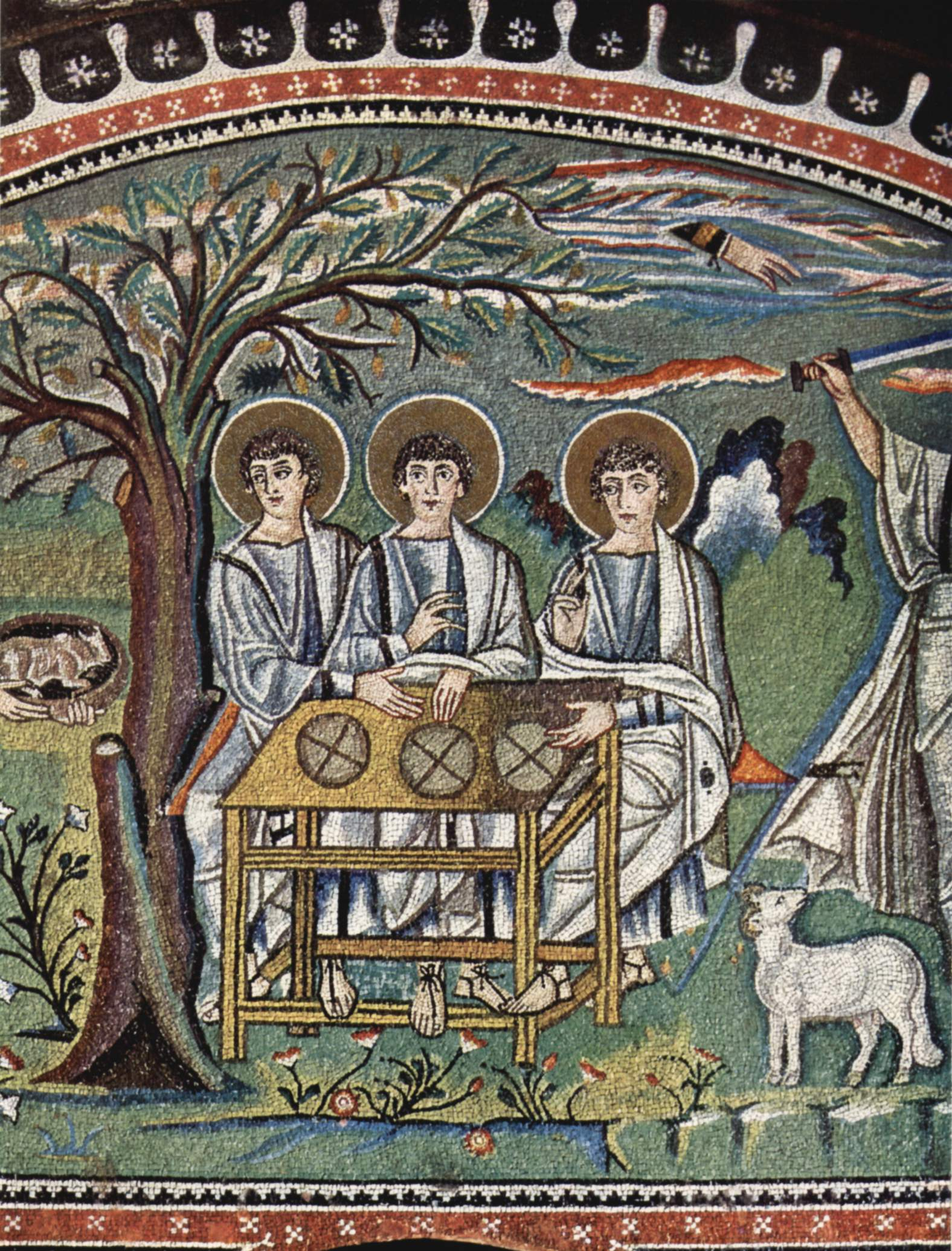
Mosaico en la Iglesia de San Vital de Rávena, Abraham y los ángeles, anterior a 547.

El judaísmo elogia la filoxenia hacia los extraños y los huéspedes basándose en gran medida en los ejemplos que dan Abraham y Lot en el libro del Génesis En hebreo, esta práctica se llama hachnasat orchim, que significa 'dar la bienvenida a los invitados'. Además de otras posibilidades, se espera que los anfitriones proporcionen alimento, comodidad y entretenimiento a sus invitados, y al final de la visita, los anfitriones habitualmente acompañan a sus invitados fuera de su hogar, deseándoles un buen viaje.
Abraham estableció las reglas al proporcionar 3 cosas:
- Achila ('alimentación')
- Shtiya ('bebida')
- Linah ('alojamiento')

### Cristianismo
En el cristianismo, la filoxenia se considera una virtud, que es un recordatorio de simpatía para los extraños y una regla para recibir a los visitantes. Es una virtud que se encuentra en el Antiguo Testamento, como, la costumbre del lavado de pies de los visitantes o el beso de la paz. Fue enseñado por Jesús en el Nuevo Testamento. De hecho, Jesús dijo que los que hubiesen acogido a un extraño le habían acogido a él.

## En el arte
La filoxenia, ha sido representada desde el arte paleocristiano, pasando por el arte bizantino y la posterior proliferación en los íconos, sobre todo en los monasterios ortodoxos. En el cristianismo se pretende muchas veces representar a diferentes manifestaciones de la Santísima Trinidad, sobre todo entre los siglos V y XVI, a partir de un episodio del Génesis, donde Abraham y Sara son visitados por tres ángeles, y les sientan a su mesa ofreciéndoles panes, requesón y leche con un ternero que habían preparado. 
La fórmula bizantina suele presentar a los tres ángeles, de edad similar, en isocefalia, sentados a la mesa preparada con la comida, tanto en joyas como en pintura o mosaico. Más adelante, los tres ángeles ya no son similares, el del medio, realzado, representa a Dios Padre, y eleva sus alas.